# بانک الخلیج کویت
بانک الخلیج کویت (انگلیسی: Gulf Bank of Kuwait) شرکت خدمات مالی و بانکداری کویتی است، که در سال ۱۹۶۰ تأسیس شد.